# زمین‌لرزه ۱۹۴۶ تایوان
زمین‌لرزه تایوان در تاریخ ۴ دسامبر ۱۹۴۶ میلادی، برابر با ‎۱۳ آذر ۱۳۲۵، ساعت ۲۲:۴۶:۳۹ به زمان یوتی‌سی در تایوان رخ داد. بزرگی آن ۶٫۶ در مقیاس Ms اعلام شده‌است. زمین‌لرزه به وقت محلی در روز پنج‌شنبه، ساعت ۶ روی داده و منطقه زمانی آن یوتی‌سی +۸ بوده‌است.
سازمان زمین‌شناسی آمریکا نیز جای این زمین‌لرزه را در مختصات ۲۳°۰۶′شمالی ۱۲۰°۱۸′شرقی / ۲۳٫۱°شمالی ۱۲۰٫۳°شرقی و بزرگی آنرا برابر با ۶٫۸ در مقیاس ریشتر اعلام کرده‌است.
شمار کشتگان زلزله حدود ۷۴ نفر بوده‌است. تعداد زخمیان ۴۸۲ نفر برآورده شده‌است.